# アンビーヴェレ
アンビーヴェレ（伊: Ambivere  ( 音声ファイル)）は、イタリア共和国ロンバルディア州ベルガモ県にある、人口約2,400人の基礎自治体（コムーネ）。

## 地理

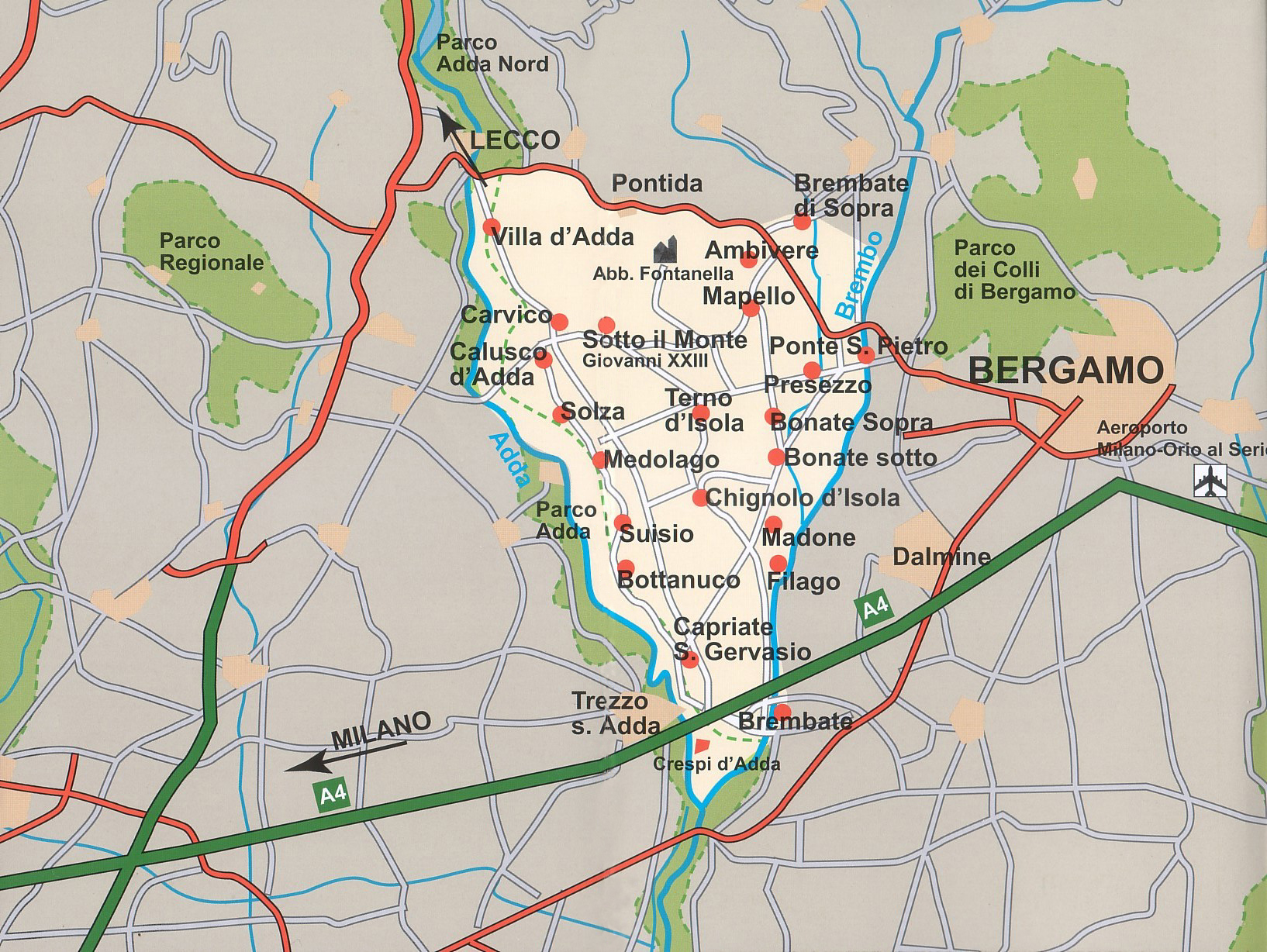
イーゾラ・ベルガマスカ地方

### 位置・広がり
ベルガモ県西部、イーゾラ・ベルガマスカ地方のコムーネ。県都ベルガモから西北西へ10km、州都ミラノから北東へ40kmの距離にある。

#### 隣接コムーネ
隣接するコムーネは以下の通り。
| - マペッロ - パラッツァーゴ - ポンティーダ - ソット・イル・モンテ・ジョヴァンニ・ヴェンティトレージモ |

### 地震分類
イタリアの地震リスク階級 (it) では、3 に分類される
。

## 行政

### 分離集落
アンビーヴェレには、以下の分離集落（フラツィオーネ）がある。
- Baracche,Teggia, Genestaro, Cerchiera, Somasca